# Berbisdorf (Radeburg)
Berbisdorf ist ein Ortsteil von Radeburg in Sachsen, nördlich von Dresden.

## Lage
Das Straßenangerdorf befindet sich im flachen, nach Norden abfallenden unteren Talabschnitt der Promnitz, etwa 3 Kilometer südlich des Ortszentrums von Radeburg. Mehrere Zuflüsse speisen den Bach innerhalb des Dorfes. Das Zentrum von Berbisdorf bildet ein rund 500 Meter langer und schmaler Straßenanger.

## Geschichte
Das im Promnitztal gelegene Berbisdorf ist, wie andere Orte des Tales, vermutlich nach einem Lokator benannt (Berwig ?), lag im Siedlungsgebiet der westslawischen Daleminzier und wurde 1357 erstmals urkundlich erwähnt. Im Britischen Museum in London wird ein Gräberfund aus der Berbisdorfer Flur gezeigt, der aus der Zeit um 900 vor Christus stammt und auf eine sehr frühe Besiedlung des Tales hinweist.

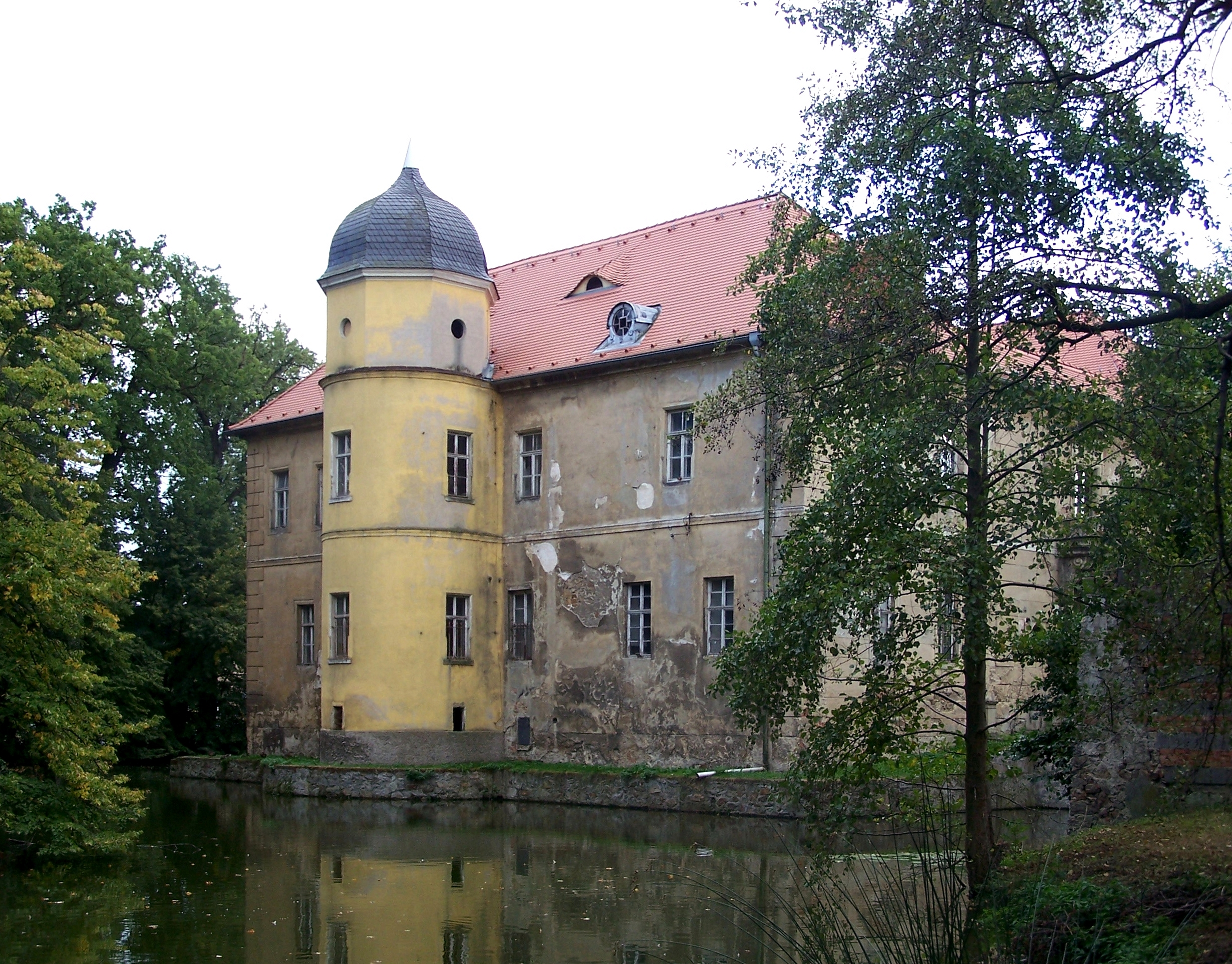
Wasserschloss

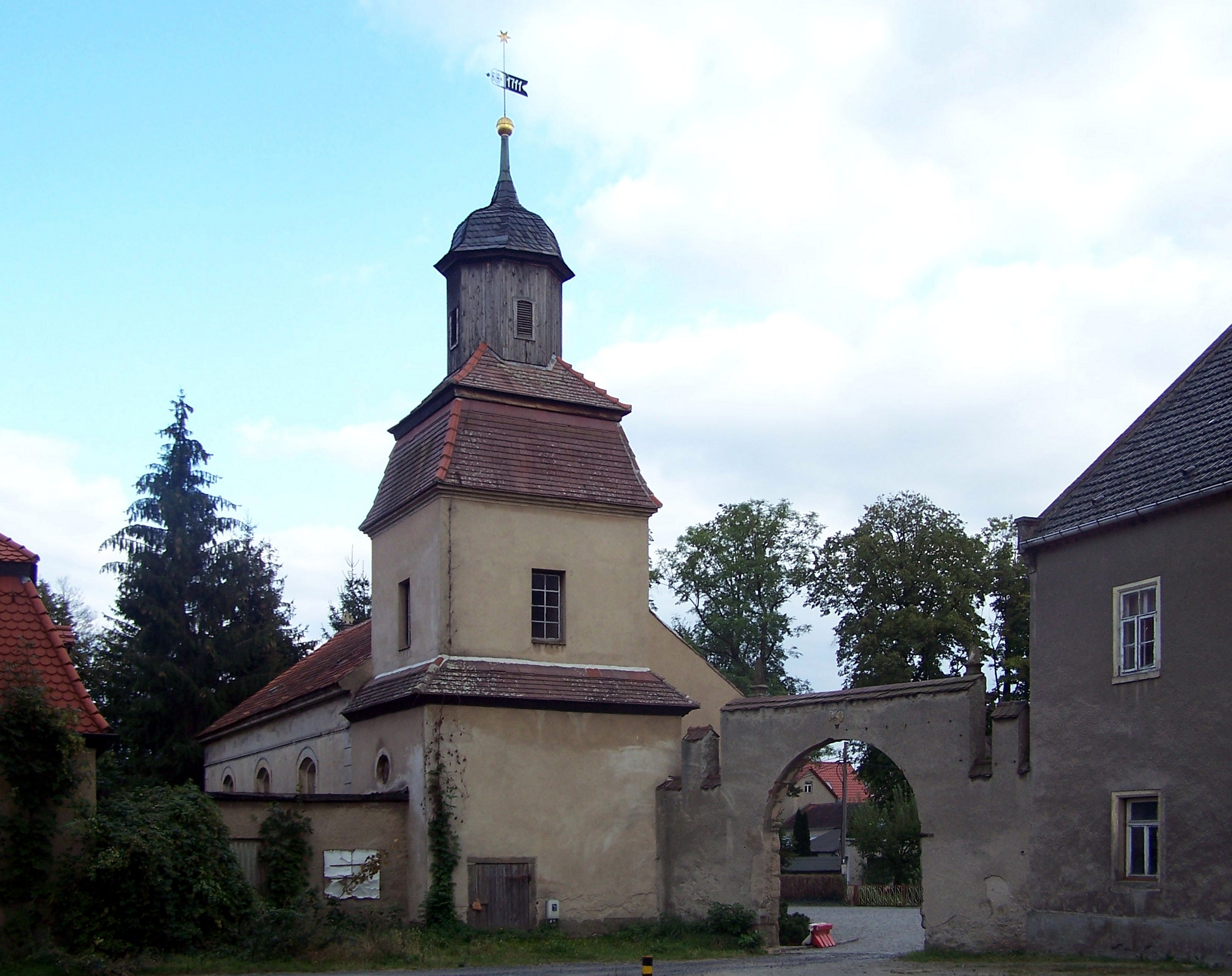
Kirche

Blickpunkt und Zentrum des Straßenangerdorfes ist das Schloss, dessen alte Anlage als Wasserburg noch deutlich zu erkennen ist und aus der Siedlungszeit der Sorben stammt. Das Bauwerk wird von vier Seiten durch einen von einem Bach gespeisten Graben umgeben und liegt so auf einer Art Insel. Es wurde Anfang des 16. Jahrhunderts von den nobilitierten Zeidler genannt Hofmann auf Berbisdorf, Boden und Dittmannsdorf mit der dazugehörigen Grundherrschaft erworben und erweitert; von nachfolgenden Eigentümern mehrfach umgebaut, zuletzt gegen Ende des 19. Jahrhunderts. Im Schlussstein auf einer Kartusche stehen die Initialen H.S.v.Z. 1670 des Kammerherrn Hans Siegmund von Zeidler, der 1666 das Schloss auf den Mauern der Wasserburg errichten ließ. Das Schloss hatte einen dreiflügligen Grundriss mit einem Innenhof, der erst durch Frau von der Decken 1878 geschlossen und überbaut wurde. 1889 wurde durch Herrn von Spörcken ein dem Schloss Moritzburg nachempfundener Turm angebaut, der noch heute das Bild des Schlosses Berbisdorf prägt.
Der letzte Schlossbesitzer, Karl Walter Große, kam bei einem Bombenangriff auf Dresden ums Leben. Nach dem Krieg wurden in das Gebäude ostdeutsche Vertriebene einquartiert. Durch die Bodenreform wurde das Rittergut parzelliert und das Schloss 1949 zum Kinderheim und 1974 zum Lehrlingswohnheim. Ungeklärte Eigentumsfragen führten in der Zeit nach der Wende zu Leerstand und Verfall, die Südwest-Ecke stürzte ein. 2010 erwarben es Spekulanten, während der Bau Wind, Wetter, Vandalismus und weiterer Plünderung schutzlos ausgesetzt war. Der heutige Eigentümer erwarb es in einer Grundstücksauktion und begann mit der Sanierung.
An dem Turm neben dem Schlosseingang wurde 1841 eine kleine Kirche für die Dorfbewohner angebaut und damit der vorher im Schlossgebäude genutzte Kirchsaal ersetzt. Die der Gutsverwaltung entstandenen restlichen Baukosten wurden in den Folgejahren den bäuerlichen Höfen in Erbuntertänigkeit als eine Art Zusatzsteuer auferlegt. Die alte Wasserburg wird als einer der namensgebenden Stammsitze des Adelsgeschlechts von Berbisdorf in Erwägung gezogen.
Eine 1893 erbaute neue Schule und der Dorfgasthof gehören zu den bedeutenden weiteren Gebäuden des Ortes, für den eine Reihe von gut erhaltenen hölzernen Wasserpumpen charakteristisch war, die von einer Brunnenwerkstatt aus Reichenberg (heute Liberec in Tschechien) stammten. Drei Mühlen prägten früher das Dorfbild und das Gewerbe im erbuntertänigen Dorf. Die Wassermühle, die Grützmühle und die Windmühle auf der Höhe nördlich vom Haltepunkt der Lößnitzgrundbahn gehörten sämtlich zum Großgrundbesitz des Schlosses, wurden aber später abgerissen, als sich der Betrieb nicht mehr lohnte.
Durch die Enteignung und Aufteilung des Grundbesitzes des Rittergutes im Zuge der Bodenreform nach 1945 in der DDR entstanden eine Anzahl von Neubauernhäuser am Rande des Dorfes. Auf dem außerhalb des Ortes angelegten Friedhof steht seit dem 17. Jahrhundert ein Grufthaus, das früher eine Grablege der Gutsherrenfamilien war.
Berbisdorf war bis 1994 eine selbständige Gemeinde. Am 1. März 1994 schloss sie sich mit den Nachbargemeinden Bärnsdorf und Volkersdorf zur neuen Gemeinde Promnitztal zusammen. Diese bestand jedoch nur bis 1998. Am 1. Januar 1999 wurde Berbisdorf durch Eingemeindung von Promnitztal nach Radeburg ein Ortsteil dieser Stadt. Das Dorf feierte 2007 seinen 650. Geburtstag.

## Sehenswürdigkeiten

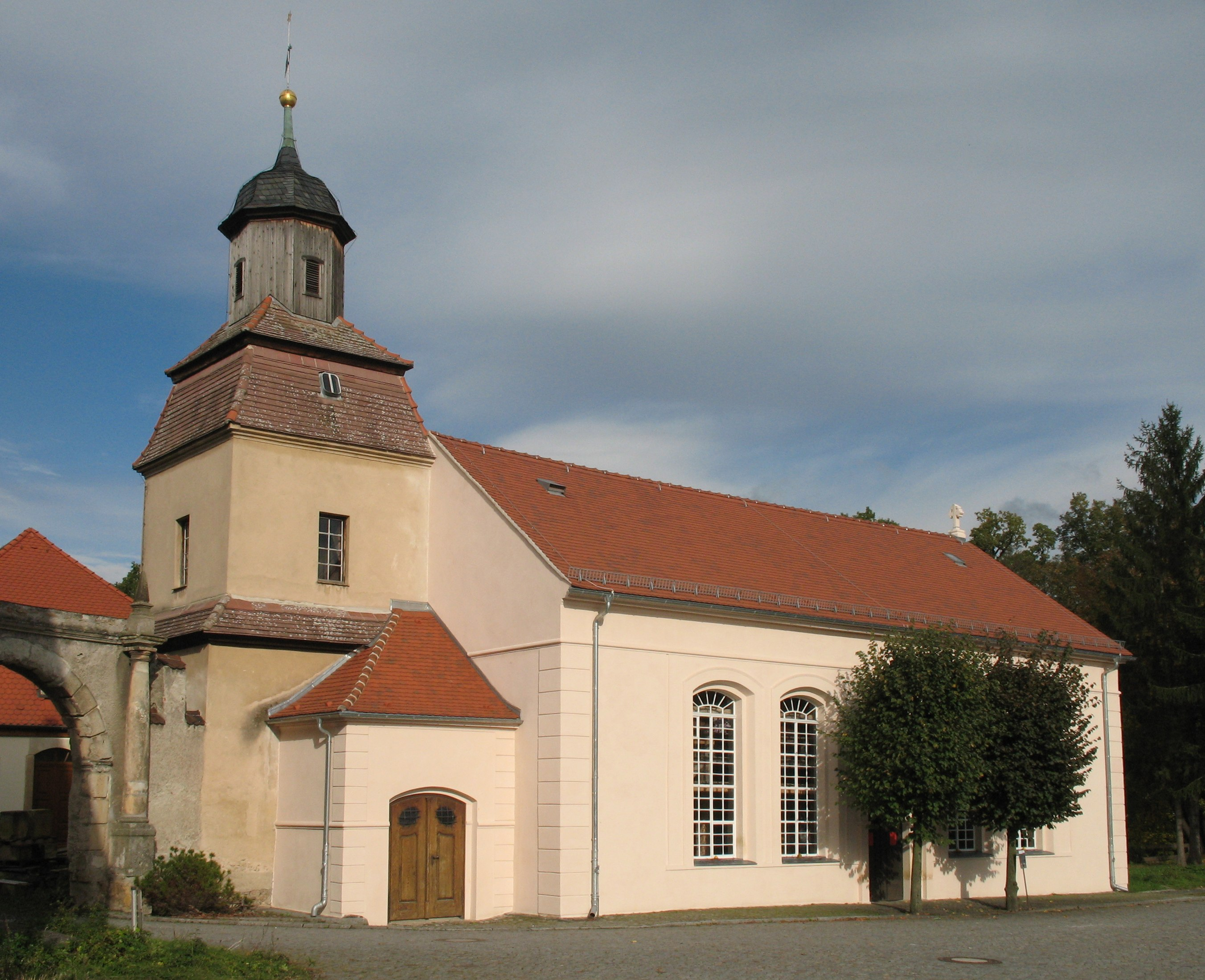
Kirche (2014)

Zu den Sehenswürdigkeiten des Ortes gehören die Lößnitzgrundbahn, die Dorfkirche und das Wasserschloss. Einzigartig ist auch die Kleinkuppenlandschaft, in die Berbisdorf eingebettet ist.
Siehe auch: Liste der Kulturdenkmale in Berbisdorf

## Tourismus
Berbisdorf ist straßenseitig über die Autobahnanschlussstelle Radeburg (A 13) zu erreichen. Buslinien verkehren zwischen Dresden und Radeburg über Berbisdorf. Bahnanschluss besteht in Richtung Radeburg und in Richtung Radebeul über Moritzburg mit der Lößnitzgrundbahn.
Wanderer auf dem Nationalen Fernwanderweg Ostsee-Saaletalsperren kommen aus Richtung Moritzburg oder aus Richtung Radeburg durch Berbisdorf. Ein lokaler Wanderweg führt durch das Kleinkuppengebiet. Ein weiterer Wanderweg verbindet Berbisdorf, über die Kuppe des Hommrich und Bärnsdorf führend, mit dem Wanderwegenetz von Moritzburg.
Radtouristen passieren Berbisdorf auf dem Heinrich-Zille-Radweg, der Radeburg, die Geburtsstadt von Heinrich Zille, mit dem Elberadweg verbindet.